# ژوزه ساراماگو
ژوزه دی سوزا ساراماگو (به پرتغالی: José de Sousa Saramago) (پرتغالی:[ʒuˈzɛ ðɨ ˈsozɐ sɐɾɐˈmaɣu])
(زادهٔ ۱۶ نوامبر ۱۹۲۲ در آزینهاگا – درگذشتهٔ ۱۸ ژوئن ۲۰۱۰ در تیاس، لاس پالماس) نویسنده پرتغالی برنده جایزه نوبل ادبیات در سال ۱۹۹۸ میلادی است.
او گرچه از سال ۱۹۶۹ به حزب کمونیست پرتغال پیوست و همچنان به آرمان‌های آن وفادار بوده‌است اما هیچگاه ادبیات را به خدمت ایدئولوژی در نیاورده‌ است.

## زندگی
ساراماگو در دهکده‌ای کوچک در شمال لیسبون در خانواده‌ای کشاورز به دنیا آمد، او دو سال بعد به همراه خانواده به لیسبون رفت و تحصیلات دبیرستانی خود را برای امرار معاش نیمه تمام گذاشت و به شغل‌های مختلفی نظیر آهنگری، مکانیکی و کارگری روزمزدی پرداخت. پس از مدتی نیز به مترجمی و نویسندگی در روزنامه ارگان حزب کمونیست پرتغال مشغول شد. اولین کتاب او روشنایی است. رمانی به نام کشور گناه در ۱۹۴۷ به چاپ رسید ولی ناکامی او برای کسب رضایت ناشر برای چاپ کتاب دومش موجب شد رمان‌نویسی را کنار بگذارد، تا این که با انتشار کتاب بالتازار و بلموندا در سال ۱۹۸۲ و ترجمه آن به انگلیسی در ۱۹۸۸ شهرت به سراغ او آمد، رمانی تاریخی که به انحطاط دربار پرتغال در قرن شانزدهم می‌پردازد.

## سبک ادبی
منحصربه‌فردترین ویژگی آثار ساراماگو عدم کاربرد نشانگان سجاوندی به صورت متداول و استفاده از جملات بسیار طولانی است، که گاه در درون آن زمان نیز تغییر می‌کند. او از میان علائم نگارشی تنها از نقطه و ویرگول استفاده می‌کند و از سایر علامات که مثلاً جمله سئوالی را مشخص می‌کند یا آن را در گیومه می‌گذارد و… مطلقاً می‌پرهیزد. گفتگوهای شخصیت‌های داستان را پشت سرهم می‌نویسد و مشخص نمی‌کند که کدام جمله را چه کسی گفته و به ندرت یک پاراگراف را تمام می‌کند.
اگرچه بسیاری از منتقدان ادبی ساراماگو را در ردیف نویسندگان پیرو سبک رئالیسم جادویی قرار داده و آثار او را با نویسندگان اسپانیایی زبان آمریکای لاتین مقایسه می‌کنند اما او خود را ادامه دهنده ادبیات اروپا و تأثیرپذیری خود را بیشتر از گوگول و سروانتس می‌داند.
ساراماگو گاه در دل داستان‌های خود از جملات طعنه آمیزی استفاده می‌کند که ذهن خواننده را از حوادث تخیلی و غالباً تاریخی داستان خود به واقعیت‌های جامعه امروز معطوف می‌کند. نوک پیکان کنایه‌های ساراماگو معمولاً مقدسات مذهبی، حکومت‌های خودکامه و نابرابری‌های اجتماعی است. رویکرد ساراماگو علیه مذهب آنچنان در رمان‌ها و مقالات او آشکار است که وزیر کشور پرتغال در سال ۱۹۹۲ در پی انتشار کتاب انجیل به روایت عیسی مسیح نام او را از لیست نامزدهای جایزه ادبی اروپا حذف کرد و این کتاب را توهینی به جامعه کاتولیک پرتغال خواند، ساراماگو پس از آن به همراه همسر اسپانیایی‌اش به تبعیدی خودخواسته به لانزاروته جزیره‌ای آتشفشانی در جزایر قناری در اقیانوس اطلس رفت و تا آخر عمر در آنجا اقامت گزید.
ساراماگو به همراه ژان مورو عضو هیئت داوران پنجاه و چهارمین دورهٔ جشنواره بین‌المللی فیلم سن سباستین بود.

## کتاب‌شناسی

تصویر جلد رمان کوری اثر ساراماگو

## آثار ترجمه شده به فارسی

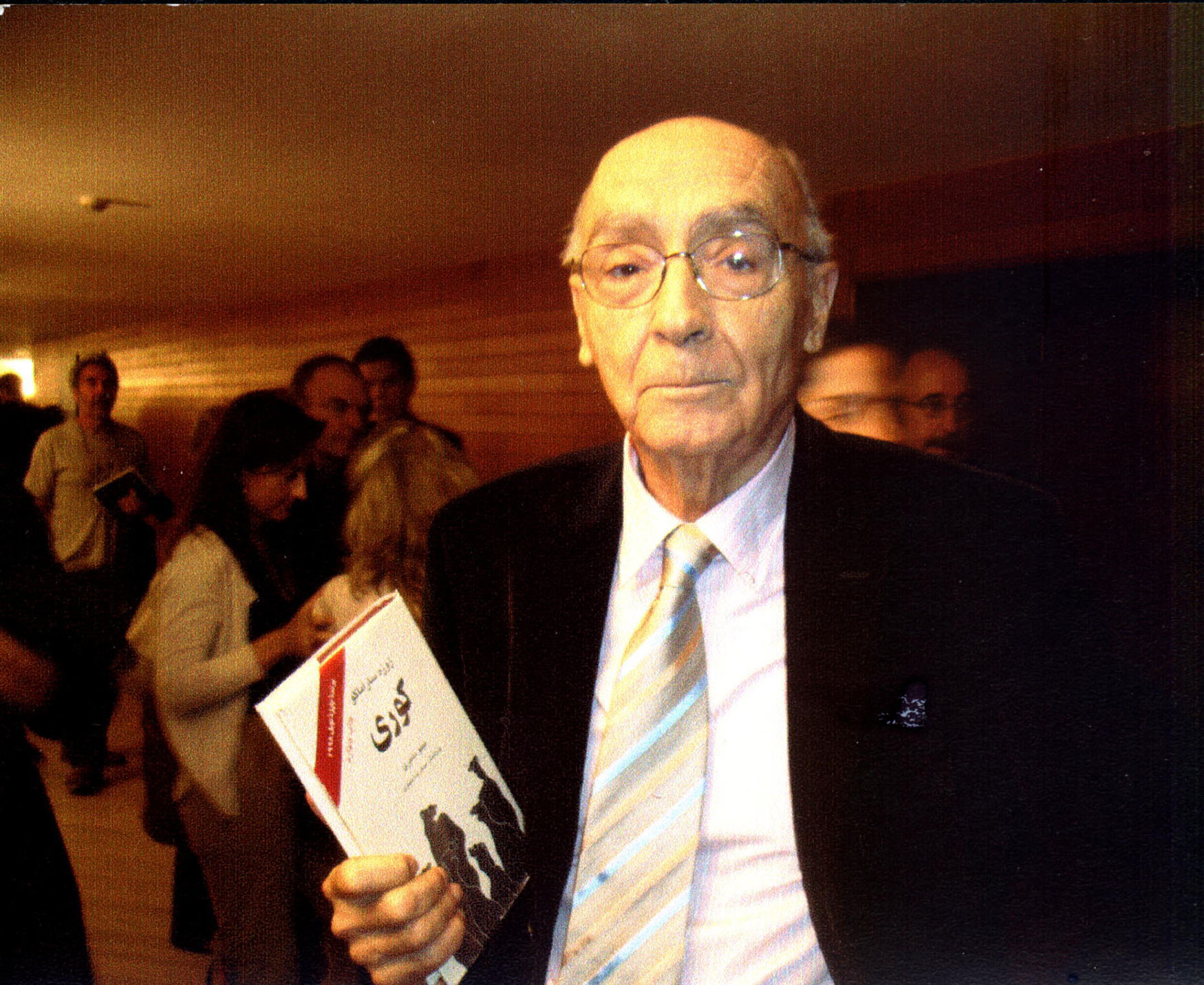
ژوزه ساراماگو با رمان کوری به ترجمه مینو مشیری، فستیوال بین‌المللی فیلم سن سباستین، ۲۰۰۶

- کنتاوروس. ژوزه ساراماگو. ترجمهٔ نازنین دیهیمی. تهران: نشر چشمه، ۱۳۹۰. شابک ۹۷۸-۶۰۰-۲۲۹-۰۸۸-۵
- آناخوسیفا (بالتازار و بلموندا). ترجمه کیومرث پارسای نشر چلچله۱۳۹۶
- کوری. ترجمه‌ها به فارسی
- در ستایش مرگ. ترجمه شهریار وقفی پور . انتشارات مروارید ۱۳۸۹
- بینایی. ترجمه اسدالله امرایی . انتشارات مروارید
- تاریخ محاصره لیسبون. ترجمه عباس پژمان . انتشارات نشر مرکزی
- همه نام‌ها. ترجمه عباس پژمان. انتشارات هاشمی
- همزاد. ترجمه مهرداد وثوقی. انتشارات مروارید
- مرد تکثیر شده، ترجمه پارسای کیومرث، ۱۳۸۲
- بلم سنگی. ترجمه: کیومرث پارسای. نشر: تهران، علم، ۱۳۸۶

## آثار ترجمه شده به کردی
- چیروکی دوورگه نه‌ناسراوه‌که. ترجمه صلاح الدین بایزیدی، انتشارات مانگ، ۱۳۹۵

## اقتباس سینمایی
فیلم دشمن به کارگردانی دنیس ویلنیو اقتباس ادبی از رمان همزاد (۲۰۰۴) است.
فیلم سینمایی کوری به بازیگری مارک رافلو اقتباس ادبی از رمان کوری است.

## درگذشت و تشییع جنازه
ساراماگو از لوسمی رنج می‌برد. او در ۱۸ ژوئن ۲۰۱۰، در سن ۸۷ سالگی، درگذشت. خانواده اش گفتند که او صبحانه و صبح جمعه با همسرش و مترجم پیلار دل ریو صحبت می‌کرد و پس از آن شروع به خندیدن کرد و درگذشت. گاردین او را «بهترین نوازنده پرتغالی نسلش» توصیف کرد، در حالی که فرناندا ابردشتات از نیویورک تایمز می‌گوید او «تقریباً به همان اندازه برای کمونیسم بی رحمانه اش شناخته شده‌است».
.
ساراماگو نوشته‌های خود را تا زمان مرگ خود ادامه داد. اخیراً انتشار او، Claraboia، در سال ۲۰۱۱ پس از مرگ او منتشر شد. ساراماگو یک سال قبل از مرگش از پنومونی رنج می‌برد. به نظر می‌رسید که او به‌طور کامل بهبود پیدا کرده بود، او در اوت سال ۲۰۱۰ قصد داشت در جشنواره بین‌المللی کتاب ادینبورگ شرکت کرد.